# クラシック倶楽部
『クラシック倶楽部』（クラシックくらぶ）は、NHK BSプレミアム（2010年度までBS-2およびBS-hi）で放送しているクラシック音楽専門の音楽番組である。『クラシックアワー』の後継番組として2000年3月27日に放送を開始した。

## 概要
国内外の演奏家による、主に国内で催されたクラシック音楽のリサイタルを放送する。NHK Eテレで放送されるクラシック音楽館がオーケストラの演奏会を中心に放送するのに対し、本番組ではソロリサイタルや少人数による室内楽の演奏会が主に取り上げられる。
2024年7月2日放送の「越境する音楽家たち アンソニー・ロマニウク×柴田俊幸」において作曲家ヨハン・ゼバスティアン・バッハの言葉として引用した「音楽は世界共通語であり 翻訳される必要がない 魂が魂に働きかけるのだ」という文章が、実際はベルトルト・アウアーバッハの小説 "Auf der Höhe" の一節であると視聴者より指摘された。NHKは同月4日までに番組制作班の確認が不十分だったとして番組の公式サイトで謝罪、訂正した。

## 放送時間

### 2010年度まで
BS-2
- 月曜 - 木曜 10:55 - 11:55
- 金曜 10:00 - 11:39（主にNHK交響楽団の定期公演）

国会中継や緊急ニュースなどで休止する場合あり。
BS-hi
- 月曜 - 金曜 6:00 - 6:55
- 再放送：同日 13:00 - 13:55

番組名を「ハイビジョンクラシック倶楽部」として放送していた。

### 2011年度から2014年度
BSプレミアム
- 月曜 - 金曜 6:00 - 7:00

海外向けNHKワールド・プレミアムでも特集番組扱いで不定期放送されることがある。

### 2015年度から
BSプレミアム
- 月曜 - 金曜 5:00 - 5:55[1]

タイムテーブル上（午前5時を1日の基点として考えた場合）、平日の早朝最初の番組となった。